# Choiseul (quận)
Choiseul là một quận of the đảo quốc Saint Lucia ở Caribe. Quận nằm ở bờ biển phái tây của đảo và dân số là 6.174 người theo thống kê năm 2002. Đô thị chính của quận có cùng tên và có tọa độ là .